# Karim Walid
Karim Walid Sayed Saleh Hassan – meglio noto come Nedvěd – (in arabo كريم وليد‎?; Il Cairo, 8 agosto 1997) è un calciatore egiziano, centrocampista dell'Al-Ahly.

## Carriera
Inizia a giocare a calcio nelle giovanili dell'Al-Ahly. Dopo aver trascorso due stagioni in prestito con le maglie di Haras El-Hodood e Wadi Degla, nel 2016 torna all'Al-Ahly, venendo aggregato all'organico del tecnico Martin Jol. Il 10 aprile 2019 si infortuna al ginocchio nel corso della gara di campionato disputata contro il Misr Lel Makasa. L'infortunio lo costringe a sottoporsi a due interventi chirurgici. Nel 2020 – seppur infortunato – conquista uno storico treble, vincendo campionato, coppa nazionale e la CAF Champions League.
Il 14 settembre 2021 passa in prestito al Future. Il 30 gennaio 2022 il prestito viene esteso fino al 2023. Nell'estate 2023 torna all'Al-Ahly, venendo aggregato all'organico di Marcel Koller.

## Statistiche

### Presenze e reti nei club
Statistiche aggiornate al 20 ottobre 2024.
| Stagione        | Squadra         | Campionato      | Campionato | Campionato | Coppe nazionali | Coppe nazionali | Coppe nazionali | Coppe continentali | Coppe continentali | Coppe continentali | Altre coppe  | Altre coppe | Altre coppe | Totale | Totale |
| Stagione        | Squadra         | Comp            | Pres       | Reti       | Comp            | Pres            | Reti            | Comp               | Pres               | Reti               | Comp         | Pres        | Reti        | Pres   | Reti   |
| --------------- | --------------- | --------------- | ---------- | ---------- | --------------- | --------------- | --------------- | ------------------ | ------------------ | ------------------ | ------------ | ----------- | ----------- | ------ | ------ |
| 2015-2016       | Haras El-Hodood | PL              | 17         | 2          | CE              | 0               | 0               | -                  | -                  | -                  | -            | -           | -           | 17     | 2      |
| 2015-2016       | Wadi Degla      | PL              | 20         | 1          | CE              | 0               | 0               | -                  | -                  | -                  | -            | -           | -           | 20     | 1      |
| 2016-2017       | Al-Ahly         | PL              | 19         | 1          | CE              | 2               | 0               | CCL+CCL            | 2+4                | 0                  | SE           | 1           | 0           | 28     | 1      |
| 2017-2018       | Al-Ahly         | PL              | 9          | 1          | CE              | 0               | 0               | ACC+CCL            | 2+2                | 0                  | SE           | 1           | 0           | 14     | 1      |
| 2018-2019       | Al-Ahly         | PL              | 17         | 2          | CE              | 1               | 0               | ACC+CCL            | 1+9                | 0+3                | SE           | 0           | 0           | 28     | 5      |
| 2019-2020       | Al-Ahly         | PL              | 0          | 0          | CE              | 0               | 0               | CCL                | 0                  | 0                  | SE           | 0           | 0           | 0      | 0      |
| 2020-2021       | Al-Ahly         | PL              | 1          | 0          | CE              | 0               | 0               | CCL                | 0                  | 0                  | SE+SA+Cmc    | 0           | 0           | 1      | 0      |
| 2021-2022       | Future          | PL              | 31         | 4          | CE              | 1               | 0               | -                  | -                  | -                  | -            | -           | -           | 32     | 4      |
| 2022-2023       | Future          | PL              | 18         | 1          | CE              | 2               | 0               | CC                 | 10                 | 0                  | -            | -           | -           | 30     | 1      |
| Totale Future   | Totale Future   | Totale Future   | 49         | 5          |                 | 3               | 0               |                    | 10                 | 0                  |              | -           | -           | 62     | 5      |
| 2023-2024       | Al-Ahly         | PL              | 13         | 0          | CE              | 2               | 0               | AFL+CCL            | 0+1                | 0                  | SE+SA+Cmc    | 0           | 0           | 16     | 0      |
| 2024-2025       | Al-Ahly         | PL              | 0          | 0          | CE              | 0               | 0               | CCL                | 0                  | 0                  | SE+SA+CI+Cmc | 1+0+0+0     | 0           | 1      | 0      |
| Totale Al-Ahly  | Totale Al-Ahly  | Totale Al-Ahly  | 59         | 4          |                 | 5               | 0               |                    | 21                 | 3                  |              | 3           | 0           | 88     | 7      |
| Totale carriera | Totale carriera | Totale carriera | 145        | 12         |                 | 8               | 0               |                    | 31                 | 3                  |              | 3           | 0           | 187    | 15     |

## Palmarès

### Club

#### Competizioni nazionali
- Campionato egiziano: 5

Al-Ahly: 2016-2016, 2017-2018, 2018-2019, 2019-2020, 2023-2024
- Coppa d'Egitto: 3

Al-Ahly: 2016-2017, 2019-2020, 2022-2023
- Supercoppa d'Egitto: 4

Al.Ahly: 2017, 2018, 2023, 2024

#### Competizioni internazionali
- CAF Champions League: 3

Al-Ahly: 2019-2020, 2020-2021, 2023-2024
- Supercoppa CAF: 1

Al-Ahly: 2020
- Coppa Intercontinentale FIFA - Coppa Africa-Asia-Pacifico: 1

Al-Ahy: 2024